# Parlatoria lithocarpi
Parlatoria lithocarpi är en insektsart som beskrevs av Takahashi 1935. Parlatoria lithocarpi ingår i släktet Parlatoria och familjen pansarsköldlöss.
Artens utbredningsområde är Taiwan. Inga underarter finns listade i Catalogue of Life.